# Senghor on the Rocks
Senghor on the Rocks ist ein 2008 veröffentlichtes Online-Literatur-Projekt. Christoph Benda (Text, Geodaten), Johannes Krtek (Design) und Florian Ledermann (Programmierung, Produktion) haben unter diesem Titel den ersten vollständig mit geografischen und zeitlichen Koordinaten versehenen Roman unter einer Creative Commons Lizenz ins Netz gestellt.

## Handlung
Am 20. Dezember 2001 feierte der Senegal euphorisch die erstmalige Qualifikation für eine Fußball-WM, als bekannt wurde, dass in Verson Léopold Sédar Senghor gestorben war, der erste Präsident der Republik. Die Kollision dieser zwei Ereignisse von nationaler Bedeutung, die Fragen nach dem Wesen der Unabhängigkeit sowie der Identität des Landes aufwarf, nutzt der Roman als erzählerischen Einstiegspunkt. In drei Teilen behandelt Senghor on the Rocks das Eintauchen eines jungen Mannes aus Österreich in den pulsierenden Alltag Westafrikas.
Im ersten Teil des Romans (Coupe du Monde) hetzt der Protagonist Martin 'Chi' Tschirner, der als Kameraassistent bei einem Promotion-Dreh in Dakar angeheuert hat, an der Seite eines rassistischen Regisseurs, eines sexbesessenen Kameramanns und einer attraktiven Produktionsleiterin durch eine unübersichtliche, laute und fremdartige Stadt. Innerhalb weniger Tage bringt er sich in gröbere berufliche und private Schwierigkeiten und beschließt trotzig, sein bisheriges Leben hinter sich zu lassen und sich allein auf eine Reise durch den ihm völlig unbekannten Senegal zu begeben.
In Djilor, dem zweiten Teil von Senghor on the Rocks, beginnt diese Reise erst so richtig. In Begleitung des Senegalesen Assane, der Chi aus zunächst unklaren Motiven behilflich ist, bereist er die heilige Stadt Touba und macht sich ins Landesinnere auf, um die Mague – die ehrwürdigen Ältesten einer bedeutenden senegalesischen Familie – nach Dakar zu bringen. Am Ende wird er Opfer eines vorsätzlichen kulturellen Missverständnisses und muss Dakar verlassen.
Teil III – L'Homme Tranquille – handelt zum größten Teil an der Petite-Côte, einer touristisch voll erschlossenen Baderegion mit Luxushotels, Yachtclubs, Eventkultur und unvermeidlichen Wohlstandsverlierern. Unwillig, in der konsumwütigen Touristenmasse aufzugehen, die sich zu Silvester über die Petite-Côte ergießt, schließt sich Chi einem einheimischen Koch an, dessen Restaurant zerstört worden ist, um einem weiteren französischen Hotelkomplex Platz zu machen. Chi unterstützt die Bemühungen des rebellischen Gastronomen, eine Party zu organisieren, deren Gewinn die gerichtliche Anfechtung der Enteignung finanzieren soll.
Die gesamte Story wird chronologisch, in der ersten Person und unmittelbar aus dem Moment des Geschehens erzählt, es gibt keine übergeordnete, erklärende Instanz, die zwischen den widersprüchlichen „Normalitäten“ der westlichen Welt und des afrikanischen Lebens vermitteln könnte. Dem Leser steht – wie auch dem Protagonisten – nicht mehr zur Verfügung, als der sich langsam öffnende, subjektive Blick eines jungen Europäers. Florian Ledermann bezeichnet den Roman als temporeiches Abenteuer, das als Job beginnt, sich zu einer unfreiwilligen Reise entwickelt und seinen Höhepunkt in der Reflexion der Möglichkeiten und Grenzen kulturenübergreifenden Verstehens findet. Der chronologisch lineare, monoperspektivische Aufbau des Romans hat die Umsetzung als „Geo-Novel“ begünstigt.

## Technische Umsetzung
Zielsetzung der Entwickler war, dem Nutzer/Leser des Romans mit den Karten ein neuartiges, kontinuierliches Rezeptionserlebnis zu bieten. Dazu wurde die von Google Maps vorgegebene Kartendarstellung von einer statisch, technischen zu einer performativen Perspektive weiterentwickelt, die als Entsprechung der subjektiven, suchenden und teils konfusen Wahrnehmung des Romanprotagonisten dienen soll. Die Google Maps API wurde um vier Animationsfunktionen erweitert, die in der Kartendarstellung eine Reihe neuer Möglichkeiten bieten und so die Bewegungen auf der Karte näher an das Erlebnis einer „Kamerafahrt“ bringen. Zusätzlich wurde anstelle der Marker und Sprechblasen, die Google Maps zur Verfügung stellt, ein beweglicher, rotierbarer Pfeil eingeführt. Die größere semantische Offenheit dieses Zeichens erlaubt es ebenso, eindeutige Handlungsorte zu markieren wie auch Blickrichtungen, bewegliche Objekte oder weitere Gebiete anzuzeigen, in denen sich eine Handlung vollzieht.
Die Implementierung orientiert sich an den Grundsätzen des Mikroformate-Paradigmas und wurde so umgesetzt, dass alle Daten – Geokoordinaten, Zoomlevels, Pfeilpositionen, Fahrten etc. – gemeinsam mit dem Text in einem HTML-Dokument gespeichert sind. Der Roman kann daher – bei deaktivierten Stylesheets – auch als HTML-Text betrachtet und ausgedruckt werden. Die Umsetzung der Benutzerschnittstelle erfolgt mittels eines Stylesheets und eines Scripts, das bei Aufruf der Seite geladen und ausgeführt wird und die im HTML-Code enthaltenen raum-zeitlichen Informationen interpretiert.

## Design

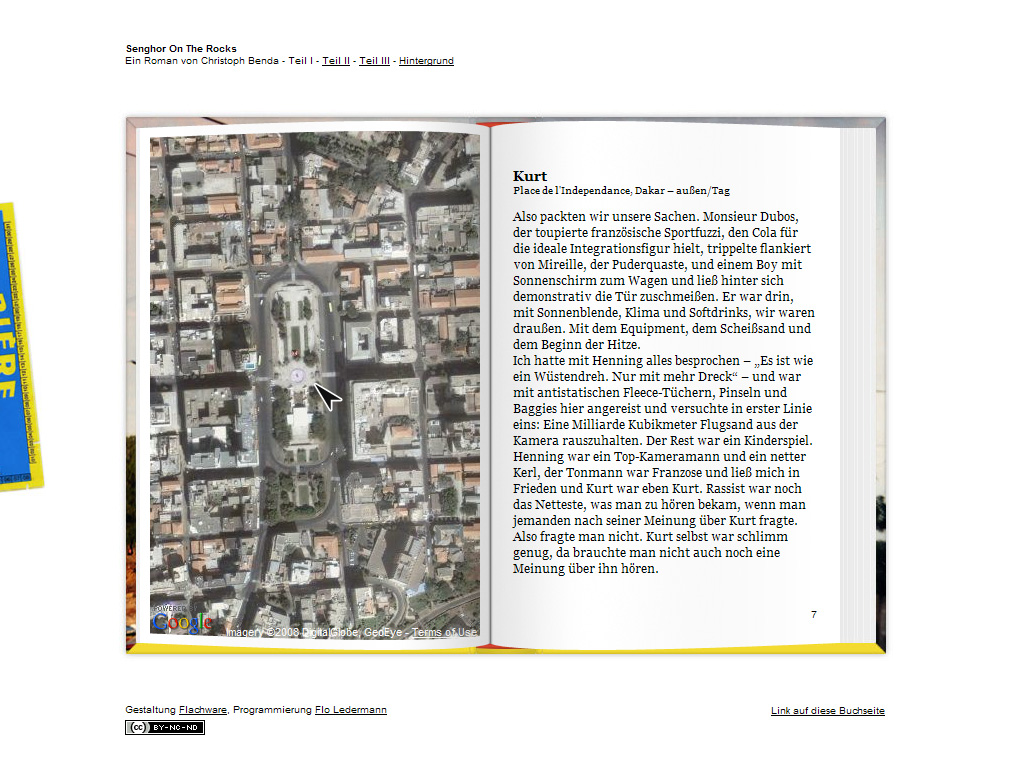
Screenshot der "book-a-like" Benutzerschnittstelle von Senghor on the Rocks

Für das Design wurde eine als „book-a-like“ bezeichnete Buch-Metapher gewählt, die dem Leser Funktionen zur Verfügung stellt, die aus dem Umgang mit analogen Büchern bekannt sind. Die Benutzerschnittstelle stellt ein Buch dar, das – einmal „aufgeschlagen“ – auf der rechten Seite Text und auf der linken das dazugehörige Kartenbild bietet. Ein Lesezeichen ermöglicht, nach einer Pause seitengenau wieder in den Text einzusteigen. Selbst der Buchblock wurde visualisiert, der Lesern Orientierung verschafft, wie weit sie im Text vorgedrungen sind. Für jeden der drei Romanteile wurde ein eigenes Buch-Cover geschaffen. Die als Collagen gestalteten Cover-Illustrationen nehmen ausschließlich auf den Inhalt des Buches Bezug und drängen den technologischen Aspekt des Projektes weiter in den Hintergrund. In der Rezeption hat vor allem das Cover des ersten Teils ikonografische Funktionen erfüllt und wurde in zahlreichen Medienberichten, Literaturverzeichnissen und Blog-Einträgen im Sinne eines tatsächlichen Buch-Covers zitiert.
Die Wahl eines Buches als Interface für einen Online-Roman und die damit verbundene Einschränkung der Browser-Funktionen stellt als „Nicht-Befolgen digitaler Spielregeln“ eine bewusste Irritation dar. Dennoch hat die Design-Entscheidung offenbar zur Verbreitung des Projektes beigetragen und wurde u. a. von PAGE und Die Welt gewürdigt.

## Kritik und Verbreitung
Das Projekt hat in deutschsprachigen und internationalen Medien einige Aufmerksamkeit erregt. Dabei reichen die Reaktionen in Presse und Blogs von Begeisterung bis Skepsis:
- „Der Roman Senghor on the Rocks von Christoph Benda ist der erste komplett geogetaggte Roman“[10]
- „... a literary event in its own right is the hugely impressive Senghor on the Rocks, the first full-length novel consistently illustrated with Google Maps.“[11]
- „Ein Wiener Autor macht weltweit Furore mit seinem Online-Roman“,[12]
- "This map has generated a lot of publictiy again in the last month"[13]
- Aufnahme in die Electronic Literature Collection Vol. 2[14] der Electronic Literature Organization
- Im Dissertationsprojekt „Geomediale Literatur“ von Annika Richerich / Universität Siegen[15] wird Senghor on the Rocks gemeinsam mit The 21 Steps, dem F.A.Z. Romanatlas und dem Projekt Landvermesser als Fallbeispiel behandelt und wird in rezenten Publikationen unter den Kategorien "locative narratives"[16] bzw. als "geo-graphic novel"[17] besprochen.
- „ein wunderschönes Experiment“[18]
- „Obwohl das Werk rund, spannend und gut lesbar ist, landete es jedoch vorerst in der elektronischen Schublade und nicht in der Mailbox eines Verlages“[19]
- „Ist das überhaupt eine Idee?“[20]